# 1759
1759 (MDCCLIX) fue un año común comenzado en lunes según el calendario gregoriano.

## Acontecimientos
- 5 de enero: en EE. UU. George Washington se casa con Martha Dandridge Custis.
- 13 de enero: en Lisboa, el rey José I de Portugal ordena ajusticiar a varios nobles acusados de complicidad en el atentado en su contra.
- 15 de enero: en Londres se abre al público el Museo Británico, el mayor museo del Reino Unido.
- 10 de agosto: en España tras la muerte de Fernando VI, Carlos III acepta el trono español y es proclamado rey. De esta forma abdica al trono del Reino De Nápoles y del Reino de Sicilia en nombre de su hijo Fernando de Borbón.
- 30 de octubre y 25 de noviembre: dos terremotos de 6,6 y 7,4, respectivamente, dejan un saldo de 20.000 muertos en la zona del Levante.

## Ciencia y tecnología
- Voltaire: Cándido o el optimismo.

## Nacimientos
- 5 de enero: Jacques Cathelineau, militar contrarrevolucionario francés (f. 1793).
- 22 de marzo: Carlota de Holstein-Gottorp, reina de Suecia y de Noruega (f. 1818).
- 24 de julio: Víctor Manuel I de Cerdeña, rey sardo (f. 1824).
- 15 de septiembre: Cornelio Saavedra, político boliviano-argentino, presidente de la Primera Junta de Buenos Aires.
- 13 de octubre: Francisco Eduardo Tresguerras, arquitecto, pintor y grabador mexicano (f. 1833).
- 26 de octubre: Georges-Jacques Danton, político francés (f. 1794).
- 10 de noviembre: Friedrich Schiller, poeta y dramaturgo alemán (f. 1805).

## Fallecimientos
- 13 de enero: Leonor de Tavora, marquesa portuguesa.
- 14 de abril: Georg Friedrich Händel, compositor de música alemán nacionalizado inglés (n. 1685).
- 21 de mayo: Bernardo del Espíritu Santo, quinto obispo de Sonora.
- 10 de agosto: Fernando VI, rey español entre 1746 y 1759 (n. 1713).